# Fruit Machine (canción)
«Fruit Machine» es un sencillo lanzado por la banda The Ting Tings en 2007. El sencillo fue limitado a 500 copias.
La canción incluye un solo de guitarra por la cantante Katie White.

## Relanzamiento
La canción fue relanzada el 9 de febrero del 2009.

## Lista de canciones
CD Regular
1. «Fruit Machine» - 2:54
2. «Fruit Machine» - 2:28

CD Promocional de Remixes
1. «Fruit Machine» (Bimbo Jones Remix) - 6:12
2. «Fruit Machine» (Bimbo Jones Dub) - 6:24
3. «Fruit Machine» (Bimbo Jones Radio Edit) - 3:09
4. «Fruit Machine» (Dave Spoon Vocal Mix) - 5:57
5. «Fruit Machine» (Dave Spoon Dub) - 5:42

## Posicionamiento
| Año  | Listas                     | Posición |
| ---- | -------------------------- | -------- |
| 2009 | ARIA Australian Club Chart | #15      |